# Gogol (cràter)
Gogol és un cràter d'impacte en el planeta Mercuri de 79 km de diàmetre. Porta el nom del dramaturg rus Nikolai Gogol (1809-1852), i el seu nom va ser aprovat per la Unió Astronòmica Internacional el 1985.